# Iglesia de San Nicolás (Cuéllar)
La iglesia de San Nicolás fue un templo de culto católico bajo la advocación de San Nicolás ubicado en la villa segoviana de Cuéllar (Castilla y León). 
Se desconoce tanto su fecha de construcción como los materiales de su fábrica, pues no se conserva resto alguno del edificio, aunque posiblemente formara parte del amplio conjunto de arquitectura mudéjar de Cuéllar. La primera noticia del templo data del año 1441, en un documento conservado en el Archivo de la Casa de Alburquerque, en el que cita una tierra “a San Niculás, en que ay media obrada. Linderos: las eras; e de la otra parte, el camino”. La siguiente noticia corresponde a la autorización para su derribo: en 1464 don Beltrán de la Cueva, valido de Enrique IV de Castilla renunció al cargo de Gran Maestre de la Orden de Santiago, y a cambio el monarca le concedió el Ducado de Alburquerque y varios señoríos, entre ellos el de Cuéllar. Entonces don Beltrán comenzó a remodelar el castillo de Cuéllar. Para ello pidió autorización al Obispo de Segovia para derribar la cercana iglesia de San Nicolás.
Juan Arias Dávila, entonces obispo de Segovia responde en 1471 afirmativamente a la rogativa, con la condición de que traslade en primer lugar el altar dedicado al santo a la iglesia de San Martín:

Nos, don Iohán, por la graçia de Dios e de la santa yglesia de Rroma obispo de Segouia. Por la presente damos liçençia e poder e facultad para que el señor duque de Alburquerque pueda fazer mudar el altar que está en la yglesia derrocada de Sant Niculás de la su villa de Cuéllar e fazer traher las piedras que en el dicho altar están a la yglesia de Sant Martín de la dicha villa, para fazer dentro della otro altar de las dichas piedras, a honor e rreuerençia del dicho señor Sant Niculás, donde continuamente se çelebre el culto diuino, sin que por ello el dicho señor duque nin la presona o presonas que por su mandado lo fizieren e mudaren cayan en sentençia de escomunión nin en otra pena nin sentençia alguna.
Juan Arias Dávila (1471)

La iglesia entonces ya se encontraba deteriorada, como advierte el documento. Una vez cumplido el deseo del obispo, y dotado el retablo de ornamentos y demás enseres para el culto, meses después el obispo autoriza al duque de Alburquerque a derribar la iglesia por completo:

(...) que çiertas partidas que quedaron e están enfiestas de vna yglesia que antiguamente fue del señor Sant Niculás, de la vuestra villa de Cuéllar, enfruente de la fortaleza de la dicha villa, que es en la dicha nuestra diócesis, se quitasen e derribasen e allanasen e fiziésedes vn çircuyto a rras del suelo por el logar donde van las dichas paredes de la dicha yglesia, e en medio fiziésedes poner vna cruz de piedra sobre sus pilares, porque ouiese memoria de commo allí fue yglesia [...] e que nos diésemos liçençia e consentimiento e interpusiésemos nuestra abtoridad e decreto para que se derribasen las dichas paredes [...] vos damos nuestra liçençia e consentimiento e interponemos nuestra abtoridad e decreto para que derribéys e fagáys derribar las dichas paredes, sin que por ello vos, nin los que por vuestro mandado las así derribaren e quitaren e allanaren, cayades nin incurrades nin cayan nin incurran en sentençia de escomunión nin en pena de sacrilegio nin en otra pena nin sentençia alguna.
Juan Arias Dávila (1471)

Por las indicaciones que aporta el documento, la iglesia se hallaba situada frente a la fortaleza, en las eras que existen tras el camino de Santo Domingo, aunque no queda rastro alguno de la cruz y señalización que el obispo ordenó se pusiese. Tampoco se conserva el altar dedicado a San Nicolás que se construyó en la iglesia de San Martín, que debió desaparecer en el siglo XIX, cuando tuvo lugar la desamortización del templo.